# گربه‌خوان‌ها
گربه‌خوان‌ها(نام علمی: Ailuroedus) نام یک سرده از راسته گنجشک‌سانان است.

## گونه‌ها
- گربه‌خوان گوش‌سفید (Ailuroedus buccoides)
- گربه‌خوان سبز (Ailuroedus crassirostris)
- گربه‌خوان خالخالی (Ailuroedus melanotis)